# Léon Phal
Léon Phal (* 1991) ist ein französischer Jazz- und Fusionmusiker (Saxophon, Komposition).

## Leben und Wirken
Phal wuchs in einer Künstlerfamilie auf. Er studierte mit Auszeichnung klassische Musik am Konservatorium von Reims und ging 1999 zum ersten Mal auf Tournee mit La bande Original. Er spielte mit Künstlern wie Oxmo Puccino, Olivia Ruiz, Amadou & Mariam, Vincent Ségal sowie Cyril Atef. Mit 20 Jahren begann er sein Jazzstudium an der Musikhochschule Lausanne bei Rick Margitza, Dave Liebman, Robert Bonisolo, Matthew Michel, Mark Turner, Emil Spanyi, Vinz Vonlanthen und Bänz Oester. 2015 erhielt er dort seinen Master-Abschluss in Performance.
Phal leitet ein eigenes Quintett, mit dem er seit der Veröffentlichung seines ersten Albums Canto Bello (2019) für Jazz Magazine als aufsteigender Stern galt und seine Musik auf Festivals wie La Défense Jazz Festival, Jazz à Sète, Jazz à Juan, Cosmo Jazz, Tourcoing Jazz sowie Jazzahead präsentierte. 2021 folgte sein zweites Album, Dust to Stars, das von der Kritik hervorgehoben wurde, dann veröffentlichte er einige Singles. Zudem gehörte er zum Quartett und später Septett von Louis Matute, mit dem er mehrere Alben vorlegte, und arbeitete weiterhin mit Emile Londonien, Bandit Voyage und Lee „Scratch“ Perry. Er ist weiterhin auf Alben des Jah Jazz Orchestra und von Fishbach zu hören.

## Preise uns Auszeichnungen
2019 gewann Phal mit seinem Quintett den Jazzwettbewerb in Jazz à Vienne und bei den Nancy Jazz Pulsations.